# رادار فريا
 كانت فريا رادار إنذار مبكر نشرته ألمانيا خلال الحرب العالمية الثانية. تم تسميته على اسم  إلهة في الأساطير الإسكندنافية فريا. خلال الحرب، تم بناء أكثر من ألف محطة. كما تم تطوير إصدار بحري يعمل على طول موجة مختلفة قليلاً باسم زيتاكت.

## تطوير
تم إجراء الاختبارات الأولى لما سيصبح «رادار فريا» في أوائل عام 1937 ، مع تسليم أولي لرادار تشغيلي إلى كريغسمارينه في عام 1938 من قبل شركة GEMA. دعمت فريا نسخة مبكرة من نظام تحديد العدو والصديق (IFF). طائرة مجهزة بأف يو جي 25 إيه إرسلنج حيث يمكنه الاستعلام بنجاح عبر نطاقات تزيد عن 100   كم.

## اصدرات
- uMG 450 Freya AN, (زاد النطاق إلى 120 كم)
- FuMG Freya LZ (يمكن تفكيكها للنقل الجوي)
- FuMG Freya LZ
- FuMG 480
- FuMG 44 "Drehfreya"
- FuMG 321-328 (تسمية بحرية ألمانية)

## النشر والتشغيل
غالبًا ما تم استخدام فريا بالتنسيق مع رادار فورتسبورغ الألماني الأساسي؛ يبحث فريا عن الأهداف على مسافات طويلة ومن ثم «تسليمها» إلى فورتسبورج قصير المدى للتتبعها. 

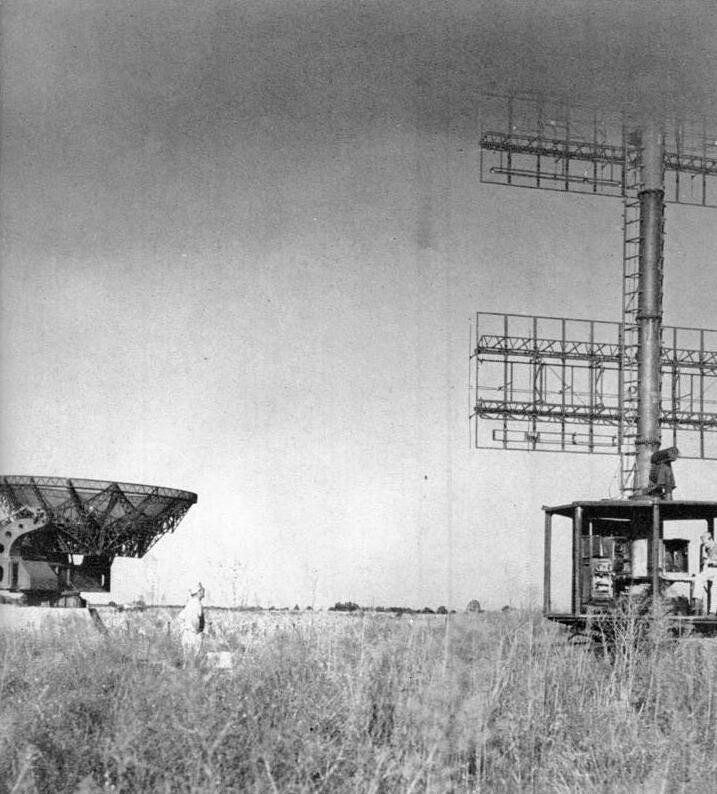
فريا (يمين) وفورتسبورغ ريسي، التاريخ والمكان غير معروفين

## التدابير المضادة

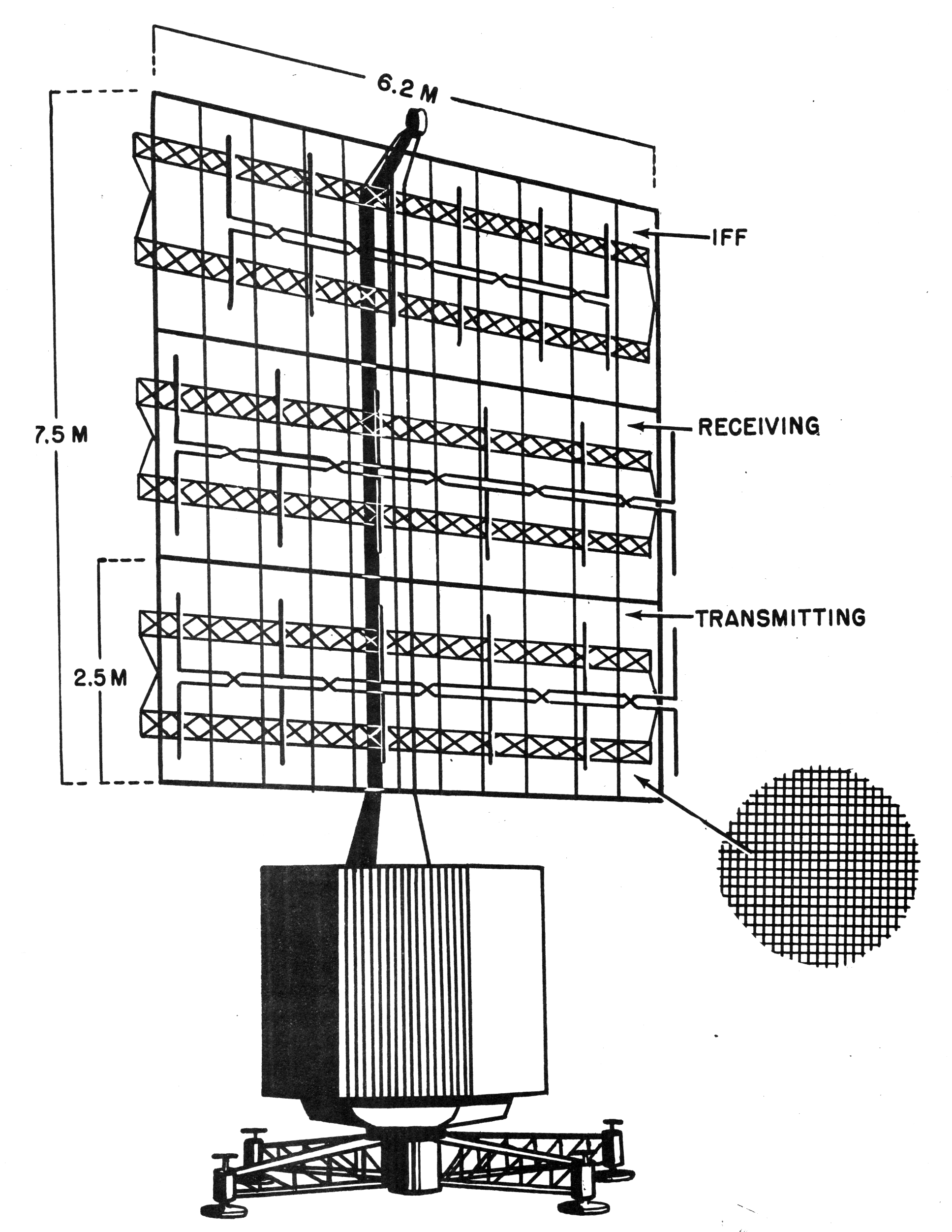
A Pole Freya radar
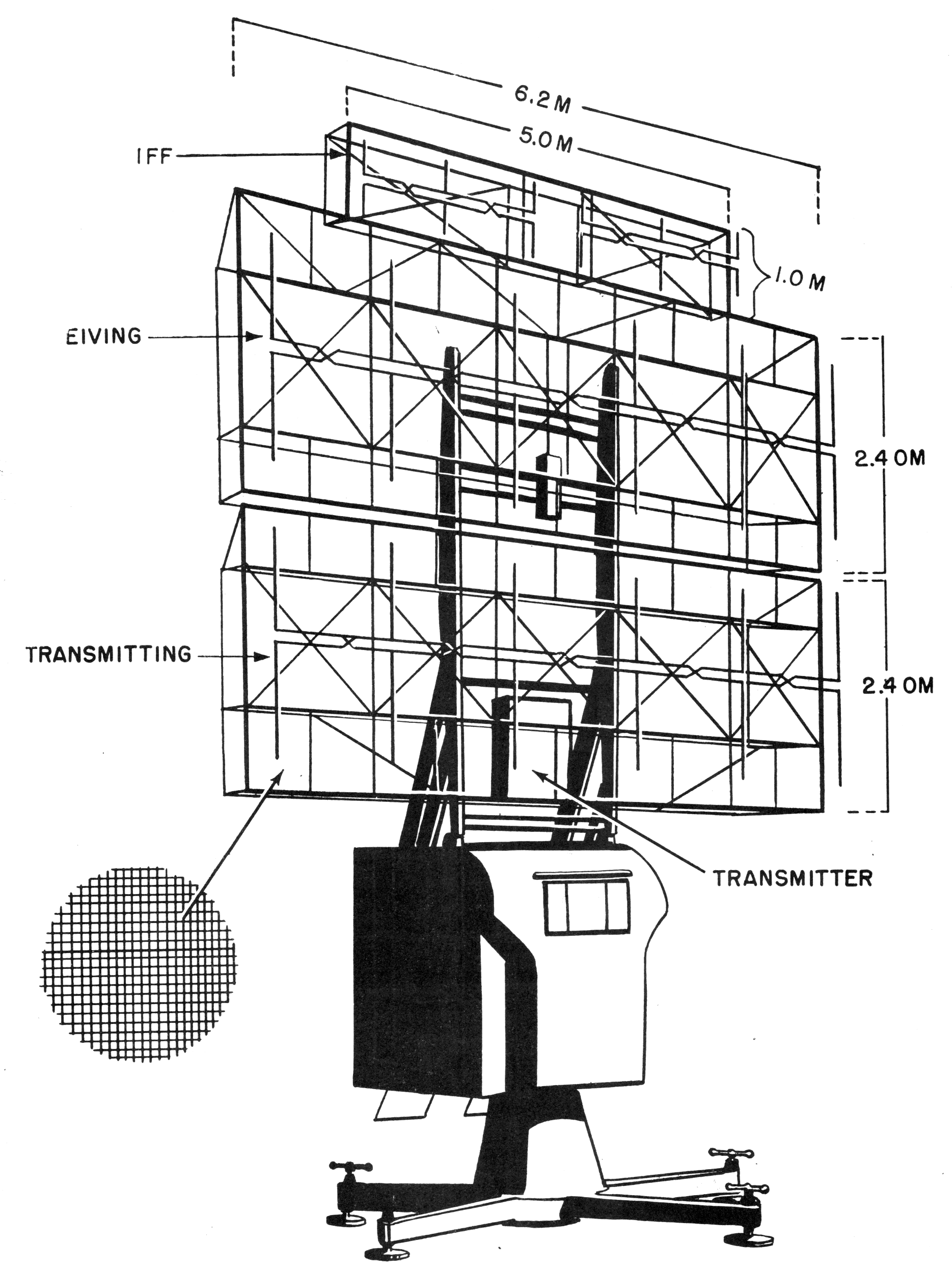
A Limber Freya radar

## استخدام ما بعد الحرب
تم تركيب رادار واحد من طراز FuMG 80 Freya، بعد التعديل، في 1957/8 في مرصد أونديجوف في تشيكوسلوفاكيا ، وعمل كرادار تتبع نيازك حتى عام 2006. قبل ذلك تم استخدامه في مطار باردوبيس، تحت اسم RZ III.

## قائمة المراجع
- المشروب ، أليكس. ملف التحدي . تونبريدج ويلز ، كينت ، المملكة المتحدة: طيران بريطانيا (المؤرخون) ، 1996. (ردمك 0-85130-226-2)    .
- السعر ، ألفريد. أدوات الظلام: تاريخ الحرب الإلكترونية . سانت ألبانز ، المملكة المتحدة: غرناطة ، 1979. (ردمك 0-586-04834-0) رقم ISBN   0-586-04834-0 .
- السيوف ، شون س.التاريخ الفني لبدايات الرادار ، لندن: IEE / Peter Peregrinus ، 1986. (ردمك 0-86341-043-X) رقم ISBN   0-86341-043-X .
- فريتز ترينكل : Die deutschen Funkführungsverfahren bis 1945 ، Dr. Alfred Hüthig Verlag، Heidelberg 1987، (ردمك 3-7785-1647-7)
- Harry von Kroge: GEMA-Berlin - Geburtsstätte der deutschen aktiven Wasserschall- und Funkortungstechnik ، 1998، (ردمك 3-00-002865-X)
- هلموت بوكوفسكي: Radarkrieg und Nachtluftverteidigung ، VDM Verlag، Zweibrücken 2007، (ردمك 978-3-86619-012-2)

## روابط خارجية
- انكماش أساطير الرادار البريطانية في الحرب العالمية الثانية نسخة محفوظة 20 أغسطس 2010 على موقع واي باك مشين. مقارنة بين تقنيات الرادار البريطانية والألمانية المعاصرة واستخدامها
- Das Jahrhundert des Radars von Dr. Wolfgang Holpp، EADS (PDF-Datei؛ 3،6 MB)
- Ehemalige Standorte von Radaranlagen